# Саборна црква у Шапцу
Саборна црква Светих апостола Петра и Павла у Шапцу је главни и највећи православни храм у Шапцу, смештен уз седиште Шабачке епархије Српске православне цркве. Саборна црква у Шапцу је средишња црква епархије.

## Историјат
Први поуздани подаци о постојању дрвене цркве у Шапцу везују се аустријску владавину Србијом 1718-1739. године.
Прва Црква светих апостола Петра и Павла била је описана почетком 19. века као трошна. Како је Шабац почетком овог века постао епархијско седиште, приступило се градњи нове, велелепније цркве.
Садашња шабачка црква грађена је од 1826. до 1831. године. Када је 1826. године кроз Шабац прошао Јоаким Вујић, записао је да је да се припрема материјал за градњу нове цркве. Плац за нову шабачку цркву поклонио златар Јован Куртеша–Куртовић. Током 1829. је прикупљан камен за градњу цркве што је радио мајстор Јања. Он је тада „способан” камен нашао у Вишњици код Београда у остацима старе црквине и старог гробља, одакле је натоварено 1500 воловских кола камена и упућено у Шабац.
Изнад улазних врата на северној страни налази се плоча са текстом о градњи цркве који гласи:
“Во славу пресвјатија Троици, Отца и Сина и Свјатаго Духа, в чест свјатих Апостолов Петра и Павла совершисја свјатиј божествениј храм в Шабцје при царствованији Султана Махмуда 2, при покровитељствје јего, Императорского Величанства Николаја Павловича, Самодержшца Сверосискаго; при благополучном царствованији и прављенији в Сербији свјетљејшаго и державнаго Государја Милоша Обреновича Књаза Сербскаго љета 1831. септемврија”.
Мајстор-неимар је био Коста Димовић из Охрида. Градња цркве трајала је доста дуже него што се предвиђало. Тако, је већ након неколико година цркву је требало поправљати и дозидати звоник. Изнад улазних врата, на запаној страни налази се плоча од црвеног мермера, са уписаним подацима о градњи звоника:
“Во славу свјатија јединосушчнија и нераздјелнија Тројици основасја и совершисја звоник сеј под владенијем Благовјернаго Књаза Сербскаго Господарја Александра Карађорђевића, благословенијем же Преосвјашчењејшаго Епископа Шабачкаго Господина Михаила љета Господња 1858”.
Године 1858, је стигло седам звона из крагујевачке тополивнице, а највеће је поклонила Томанија Обреновић, жена Јеврема Обреновића.
Истовремено са градњом торња урађен је и иконостас. Шабачка епархија је 6. новембра 1852. године склопила уговор о сликању иконостаса са познатим сликаром Павлом Симићем. Иконостас је сликан од 1853. до 1857. године. Епископ Јоаникије Нешковић приложио је двери. Дрворезбарски део иконостаса радио је Ђорђе Девић из Бачке Паланке, а позлатарске радове је радио Милош Бранковић.
У Првом светском рату црква је тешко оштећена. Срушен је звоник до половине, потпуно порушен кров, а сводови и зидови оштећени. Аустријанци су у цркви држали таоце, које су стрељали испред цркве, а касније држали коње. Према подацима из Историјског архива у Шапцу сматра се да је у цркви и црквеној порти изгубило животе око 200 лица. Тачан број никада није утврђен. Окупатори су опљачкали све што се могло носити, а иконостас у доњој зони боли бајонетима. Чак су и илустроване аустријске дневне новине, Кронен цајтунг писали о оштећењу шабачке цркве, са фотографски тачном илустрацијом оштећеног црквеног торња 25. новембра 1914. Неколико година после рата црква је поправљана. Икону светог Јована Крститеља насликао је 1931. године шабачки сликар Стеван Чалић. Пошто су окупатори, Немци, однели црквена звона то су, на име репарације 1924. године, из својих ливница послали цркви сат и седам звона: по једно од 1700 затим од 1430 и 400 килограма и по два од по 1300 и 500 килограма. Звона су први пут зазвонила уочи црквене славе Светих апостола Петра и Павла 11. јула 1924. године.
На зидовима и своду цркве урађене су фреске у техници “ал секо”, а сликао их је 1932. године академски сликар Андрија Биценко, избеглица из Русије.
Испод пода цркве налази се гробница у којој су сахрањени свештеници: Јован Павловић, Марко Петровић, Јован Живковић, Адам Теодоровић и епископ Самуило Пантелић (1884—1886).
Испред цркве, на месту где је некада била зграда основне школе, подигнут је споменик изгинулим шапчанима у ратовима од 1912. до 1918. године. Испод споменика су сахрањени есхумирани остаци грађана Шапца који су убијени и спаљени у цркви за време окупације у Првом светском рату од стране мађарски војника. Аутор споменика је Франо Менгело Динчић из Котора. Камен-мермер за споменик довучен је са Венчаца, а клесао га је г. Рогулић. Споменик је осветио Његова светост патријарх српски г. Варнава 3. јуна 1934. године у присуству краља Александра и и бана Дринске бановине.
Тек шездесетих година почела је нова обнова цркве. Најпре је 1961. године извршена електрификација кандила. Рестаурација и конзервација иконостаса извршена је 1967. године, а радове су извели Душан Нонин и Богдан Ковачевић из Новог Сада. Постављене су мермерне плоче на поду цркве, црква изнутра окречена и офарбана у 1971. години. У 1979. години стављен је бакарни кров на цркву. Парохијски дом је саграђен 1976-1977. године.
У склопу прославе 50 година архијерејске службе епископа Лаврентија, у црквеној порти су, током лета 2017. године, поплочане стазе и изграђена два нова објекта и кутак за најмлађе, чиме се добио нов изглед, који употпуњују бисте Светог Саве и Светог Николаја Велимировића.

## Галерија
- Фотографија цркве и споменика
- Икона у цркви
- Иконостас
- Скулптуре владике Николаја у дворишту цркве
- Скулптура Светог Саве у дворишту цркве